# Éguilles
Éguilles település Franciaországban, Bouches-du-Rhône megyében. Lakosainak száma 8349 fő (2022. január 1.). Éguilles Aix-en-Provence, Lançon-Provence, Saint-Cannat, Ventabren és Coudoux községekkel határos.

## Népesség
A település népességének változása:
| Lakosok száma | 2016 | 4473 | 5950 | 7491 | 7510 | 7672 | 7856 | 8030 | 8076 | 8349 |
|               | 1968 | 1982 | 1990 | 2006 | 2013 | 2015 | 2017 | 2019 | 2020 | 2022 |